# Wilhelm Bormann
Wilhelm Bormann (* 29. Juli 1883 in Braunschweig; † 9. Oktober 1938 in Wien) war ein österreichischer Bildhauer.

## Leben
Bohrmann absolvierte eine Mittelschule in Wien und besuchte ab 1898 die Wiener Kunstgewerbeschule unter Josef Breitner (1864–1930). 1933 arbeitete er mit dem Bildhauer Franz Budig zusammen.
Er wurde am Wiener Zentralfriedhof (Gruppe 3, Reihe 23, Nummer 13) bestattet.

## Werke

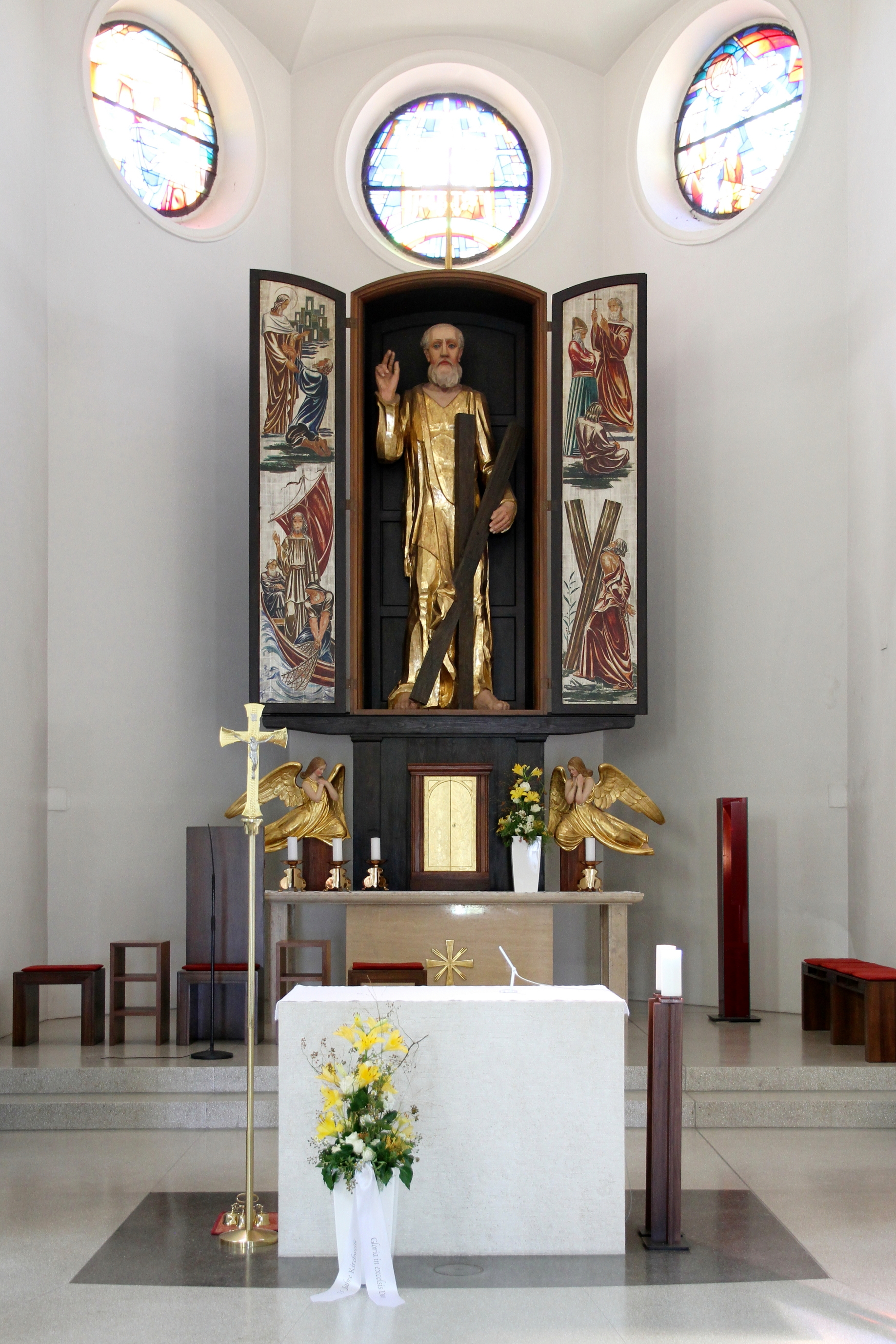
Flügel-Hochaltar in der Pfarrkirche St. Andrä

- Gestaltung der Apsis der Pfarrkirche Ebelsberg (gemeinsam mit Leopold Forstner)[3]
- Kreuzweggruppen in der Währinger Pfarrkirche[4]
- Engelsfiguren des Hochaltars der Pfarrkirche Andau[5]
- Hochaltar der Pfarrkirche Sankt Andrä am Zicksee[5]
- Grabmal Götz Theodor, Wiener Zentralfriedhof, Gruppe 13 B, Reihe G 1, Nr. 1[6]